# Otto Sanchez
Otto Sanchez, född i New York, USA, är en amerikansk skådespelare.
Sanchez är mest känd för rollen som internen "Carmen 'Chico' Guerra" i fängelsedramat Oz. Han har även haft mindre roller i TV-serier som Tredje skiftet, I lagens namn, Law & Order: Special Victims Unit och Criminal Minds.

## Filmografi (urval)
- 1998–2003 – Oz (TV-serie)
- 1999–2000 – Tredje skiftet (TV-serie)
- 2000–2009 – I lagens namn (TV-serie) (återkommande gästskådespelare)
- 2000–2002 – Law & Order: Special Victims Unit (TV-serie) (återkommande gästskådespelare)
- 2003 – Bad Boys II
- 2007 - Criminal Minds, avsnittet No Way Out (gästroll i TV-serie)